# Università degli Studi "Guglielmo Marconi"
La Università degli Studi Guglielmo Marconi  (UNIMARCONI) es una universidad italiana fundada en 2004.

## Organización
La universidad está dividida en 6 facultades:
- Facultad de Derecho
- Facultad de Ciencias Políticas
- Facultad de Ciencias Económicas
- Facultad de Educación
- Facultad de Letras
- Facultad de Ingeniería